# 주사전자현미경

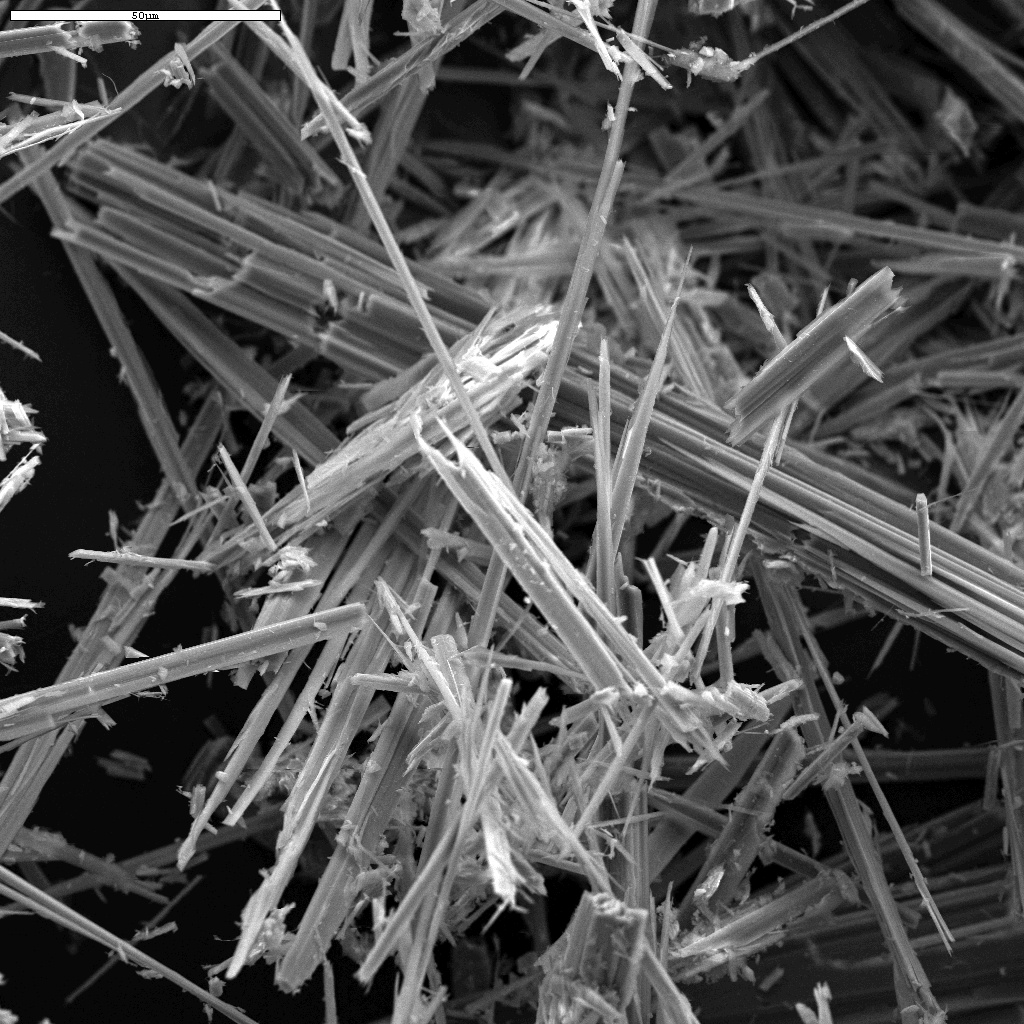

주사 전자 현미경(走査電子顯微鏡, scanning electron microscope, SEM) 또는 스캐닝 전자 현미경은 전자 현미경의 한 종류로, 집중적인 전자 빔으로 주사(走査, scanning)하여 표본의 상(像)을 얻는다. 전자들은 표본의 원자들과 상호반응하여 표본의 표면 지형과 구성에 대한 정보를 담고 있으며 검출 가능한 다양한 신호들을 생성한다. 전자 빔은 일반적으로 래스터 주사의 양식으로 주사하며, 빔의 위치를 검출된 신호와 결합하여 상을 만들어낸다. SEM으로 1 나노미터보다 좋은 분해능을 얻을 수 있다. 표본은 고진공, 저진공, 습기 그리고 넓은 범위의 극저온이나 높은 온도에서도 관찰이 가능하다.

## 같이 보기
- 전자현미경
- 법과학
- 투과전자현미경